# Zasada forsowania
Zasada forsowania (ang. forcing principle) – zasada dotycząca licytacji i systemów licytacyjnych i mówiąca o tym, że niektóre odzywki podczas licytacji mogą być forsujące, czyli mogą nakładać na partnera obowiązek podtrzymania licytacji przez jedno okrążenie lub do momentu zgłoszenia dogranej.
Zasada forsowania została sformułowana i zastosowana przez Eliego Culbertsona w jego systemie licytacyjnym już w 1927 roku
Od tego czasu stała się ona jedną z podstawowych zasad licytacji, nie tylko naturalnej, i obecna jest we wszystkich współczesnych systemach licytacyjnych.
Odzywki forsujące pozwalają na pozostawienie licytacji otwartej i umożliwiają swobodną wymianę informacji między partnerami.
Informacje o posiadanej karcie mogą być dzięki nim przekazywane etapami i uściślane w kolejnych okrążeniach licytacji, ponieważ wyeliminowały one strach przed przedwczesnym zakończeniem licytacji przez któregoś z partnerów.
Które konkretnie odzywki są forsujące, a które nie, powinien dokładnie określać system licytacyjny.